# Samantha Mudd
Samantha Mudd (* vor 1996) ist eine Schauspielerin.

## Leben
Mudd spielte in einigen Filmen, zu denen Timeless Obsession (1996), Die Chaotentruppe vom 6. Revier (1997), Turmoil (1997) und The Elf Who Didn’t Believe (1997) gehören. Ebenfalls hatte sie je einen Gastauftritt in den Fernsehserien USA High (1998), Mike Hammer, Private Eye (1998) und Star Trek: Deep Space Nine (1998). 1996 war sie im Computerspiel Eraser – Turnabout zu sehen.

## Filmografie
- 1996: Timeless Obsession
- 1996: Eraser – Turnabout (CS)
- 1997: Die Chaotentruppe vom 6. Revier (Busted)
- 1997: Turmoil
- 1997: The Elf Who Didn’t Believe
- 1998: USA High (Fernsehserie, eine Folge)
- 1998: Mike Hammer, Private Eye (Fernsehserie, eine Folge)
- 1998: Star Trek: Deep Space Nine (Fernsehserie, eine Folge)
- 2001: My Dark Days
- 2003: Out of the Rain